# (4561) Lemeshev
(4561) Lemeshev (1978 RY5) – planetoida z pasa głównego asteroid okrążająca Słońce w ciągu 4,13 lat w średniej odległości 2,57 j.a. Odkryta 13 września 1978 roku.